# Holomelina ferruginosa
Holomelina ferruginosa är en fjärilsart som beskrevs av Walker 1854. Holomelina ferruginosa ingår i släktet Holomelina och familjen björnspinnare. Inga underarter finns listade i Catalogue of Life.